# کمدره
کمدره، روستایی است از توابع بخش دشت‌سر شهرستان آمل در استان مازندران ایران.

## جمعیت
این روستا در دهستان دشت‌سر غربی قرار دارد و براساس سرشماری مرکز آمار ایران در سال ۱۳۸۵، جمعیت آن ۱۹۲۴ نفر (۵۱۷خانوار) بوده‌است.